# Philantomba maxwellii
Céphalophe de Maxwell
Espèce
Répartition géographique
Statut de conservation UICN

 LC  : Préoccupation mineure
Philantomba maxwellii, le Céphalophe de Maxwell, est une espèce d'antilopes de petite taille originaire de l'Afrique de l'Ouest.
Le Céphalophe de Maxwell atteint 75 cm de long et 35 cm au garrot pour environ 5 kg. Sa robe est grise à gris-brun, tendant parfois vers le pourpre, avec un ventre blanc et des marques blanches sur la face. Il vit dans la forêt humide, où il se nourrit d'herbe, de fruits ou de buissons.

## Description
Le Céphalophe de Maxwell possède un pelage d’une couleur pouvant varier d’un individu à l’autre. Le manteau peut être gris ou gris-brun, généralement plus foncé sur le dos et plus pâle au niveau ventral. Il présente un dos arrondi, de courtes pattes ainsi qu’une queue courte touffue dotée de lignes blanches de part et d’autre. Les cornes sont souvent présentes chez les deux sexes, mais parfois plus courtes ou manquantes chez certaines femelles. 
Cette espèce présente un dimorphisme sexuel, les femelles étant généralement plus grandes et plus lourdes que les mâles.

## Distribution
Ce taxon se rencontre dans les pays suivants : Burkina Faso, Bénin, Côte d'Ivoire, Gambie, Ghana, Guinée-Bissau, Guinée, Liberia, Nigeria, Sierra Leone, Sénégal et Togo.

## Liste des sous-espèces
Selon GBIF (25 janvier 2023) :
- Philantomba maxwellii subsp. danei (Hinton, 1920)
- Philantomba maxwellii subsp. maxwellii

## Systématique
Le nom valide complet (avec auteur) de ce taxon est Philantomba maxwellii (C.H.Smith, 1827).
L'espèce a été initialement classée dans le genre Antilope sous le protonyme Antilope maxwellii C.H.Smith, 1827.
Ce taxon porte en français le nom vernaculaire ou normalisé suivant : Céphalophe de Maxwell,.
Philantomba maxwellii a pour synonymes :
- Antilope maxwellii C.H.Smith, 1827
- Cephalophus liberiensis Hinton, 1920
- Cephalophus maxwellii (C.H.Smith, 1827)
- Guevei maxwelli (Smith, 1827)